# 아이슬란드 여자 축구 국가대표팀
아이슬란드 여자 축구 국가대표팀은 아이슬란드를 대표하는 여자 축구 대표팀으로 아이슬란드 축구 협회에서 관리하며 1981년 9월 20일 스코틀랜드와의 국제 경기 데뷔전에서 2-3으로 패했다.

## 국제 대회 경력

### FIFA 여자 월드컵
현재까지 아이슬란드의 여자 월드컵 본선 기록은 없지만 그나마 2023년 FIFA 여자 월드컵 유럽 지역 예선 C조에서 6승 2패·조 2위로 사상 첫 플레이오프에 올랐고 비록 플레이오프 2라운드에서 포르투갈에 패하며 본선에 오르지 못했지만 아이슬란드 여자 축구 역사상 월드컵 유럽 지역 예선 최고 성적을 거두었다. 

### UEFA 유럽 여자 축구 선수권 대회
2009년 대회 본선 첫 출전을 시작으로 4회 연속 여자 유로 대회 본선에 올라 2013년 대회에서 8강에 진출했다.

### 알가르브컵
1996년 대회 첫 출전 이후 현재까지 15번 출전했고 이 가운데 2011년 대회에서 준우승을 차지하며 이 대회 최고 성적을 거두었고 2014년과 2016년 대회에서는 3위에 입상하는 등 3번의 대회에서 4위 이상의 성적을 거두었다.

## 기타 국제 대회 경력
2022년 쉬빌리브컵에서는 2승 1패의 성적으로 준우승을 차지했고 2023년 피나타르컵에서는 2승 1무의 성적으로 사상 첫 국제 대회 우승을 차지했다.

## 성적

### FIFA 여자 월드컵
- 1991년: 불참
- 1995년 ~ 2023년: 예선 탈락

### 올림픽 축구
- 1996년 ~ 2016년: 예선 탈락

### UEFA 유럽 여자 축구 선수권 대회
- 1984년: 예선 탈락
- 1987년: 예선 탈락
- 1989년: 예선 탈락
- 1991년: 예선 탈락
- 1993년: 예선 탈락
- 1995년: 예선 탈락
- 1997년: 예선 탈락
- 2001년: 예선 탈락
- 2005년: 예선 탈락
- 2009년: 조별 예선
- 2013년: 8강
- 2017년: 조별 예선

## 같이 보기
- 아이슬란드 축구 국가대표팀